# Macedònia del Nord
|  | Per a altres significats, vegeu «República Socialista de Macedònia». |

La República de Macedònia del Nord, o República del Nord de Macedònia, és un estat europeu de la península Balcànica envoltat per Grècia, Bulgària, Sèrbia, Kosovo i Albània. Afronta al nord amb Sèrbia (incloent-hi Kosovo), a l'est amb Bulgària, al sud amb Grècia i a l'oest amb Albània. La seva capital és Skopje, que té més de 500.000 habitants. Un acord entre Grècia i la República de Macedònia el juny de 2018 va proposar el nom de Macedònia del Nord. L'acord va ser ratificat pels parlaments grec i macedoni.
El nom prové de la regió històrica homònima i que inclou la regió del nord-oest de la província grega del mateix nom, la Macedònia històrica, bressol d'Aristòtil, Filip II i Alexandre el Gran. El 1991 l'antiga República Socialista de Macedònia, que era part de la República Federal Socialista de Iugoslàvia, va proclamar la seva independència sota el nom oficial de República de Macedònia. L'ús del terme «Macedònia» va ser rebutjat per Grècia i entre els dos estats va sorgir una disputa sobre la denominació d'aquest país que perdurà fins a l'any 2019. Fins a aquella data, el país fou anomenat de vegades de forma simple com Macedònia, mentre que després d'un compromís entre Grècia i la República de Macedònia el 1993 i també fins al 2019 es va fer servir la referència provisional FYROM, segons l'acrònim anglès per a Antiga República Iugoslava de Macedònia (Поранешна Југословенска Република Македонија, Poranešna Jugoslovenska Republika Makedonija en macedoni) en diverses organitzacions internacionals, com en les Nacions Unides.

## Etimologia
El nom Macedònia és molt antic. Hi ha múltiples teories sobre l'origen del nom. D'acord amb la mitologia grega, Macèdon era el nom del cap de la tribu que s'assentaria a la regió i que fundaria el Regne de Macedònia. D'acord amb Heròdot, els makednoí eren una tribu dòria.
Macedònia podria també derivar de l'adjectiu μακεδνός (makednós), que significa 'alt', el qual és usat per Homer per designar un arbre en l'Odissea i que segons el gramàtic Hesiqui d'Alexandria seria una paraula del grec dòric que significaria 'gran' o 'pesat', amb una arrel comuna amb la paraula grega μακρός (makros). Comunament, es creu que tant els macedonis com els seus antecessors makednoí eren considerats com a persones de gran alçada.
Una tercera hipòtesi suggereix que el nom makedónes significaria 'habitants de les terres altes', d'acord amb un antic terme de l'antic idioma macedoni, μακι-κεδόνες (maki-kedónes, 'de l'alt planeta').

## Història

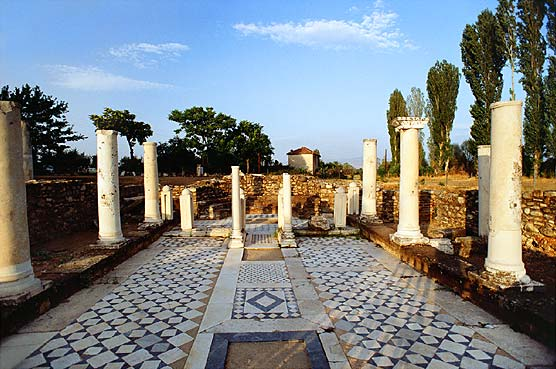
Les ruïnes d'Heraclea Lincestis, una ciutat fundada per Filip II de Macedònia al

L'actual República de Macedònia del Nord, de cultura eslava, conserva molt poc de l'antiga Macedònia dels temps d'Alexandre el Gran, ja que en aquell període el territori que avui ocupa la República de Macedònia formava part de la Peònia. L'actual República de Macedònia no es correspon amb l'antiga Macedònia d'Alexandre el Gran, ja que el territori actual del país no formava part d'aquell regne. Tant Alexandre el Gran com el seu pare Filip II de Macedònia i el gran filòsof Aristòtil, van néixer i van viure en territori grec, la Macedònia històrica, un dels tants regnes que formaven Grècia.
Durant l'edat mitjana va ser una província de l'Imperi Romà d'Orient, encara que durant el segle vi es va produir la immigració massiva d'eslaus que van superar demogràficament les poblacions locals d'orígens il·liris, tracis i grecs. Després el territori va passar a ser controlat per Bulgària, motiu pel qual l'actual llengua i gran part de la cultura eslava macedònia presenta fortes afinitats amb la de Bulgària.
Des del segle xiv es va produir la invasió i ocupació turca, que va incloure aquest país a la província otomana de Rumèlia. La dominació turca es va mantenir fins a la fi del segle xix, entre 1880 i 1912 (i després novament en les dues Guerres Mundials). La Macedònia eslava va ser disputada per Bulgària i Sèrbia. Va quedar sota sobirania del Regne de Sèrbia el 1912; tal situació es va ratificar en concloure la Primera Guerra Mundial i formar-se Iugoslàvia (Eslàvia del Sud). Després de la Segona Guerra Mundial la Macedònia eslava que havia quedat en poder de Sèrbia va passar a ser la República Socialista de Macedònia, la més meridional de les repúbliques federades de Iugoslàvia.

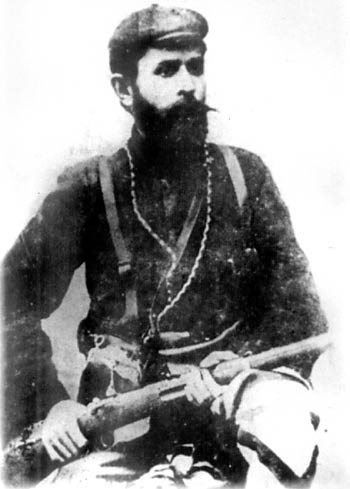
Nikola Karev, president de l'efímera República Krushevo-Macedònia durant l'Aixecament d'Ilinden

El 17 de setembre de 1991 la República de Macedònia del Nord va declarar la seva independència de Iugoslàvia. Bulgària va ser el primer país a reconèixer-la sota el seu nom constitucional. No obstant això, el reconeixement internacional del nou país va ser retardat per l'objecció de Grècia a l'ús del que considerava un nom hel·lènic i del símbol de la bandera, així com a una cita controvertida de la constitució de la república. L'Organització de les Nacions Unides (ONU) va reconèixer l'estat amb el nom de «Former Yougoslavian Republic of Macedonia» (FYROM) el 1993.
Grècia hi va imposar un bloqueig comercial el febrer de 1994. Les sancions van ser aixecades el setembre de 1995, després que la República canviés la bandera i la constitució. Les dues nacions van acordar normalitzar les seves relacions, però el nom de l'estat seguia sent font de controvèrsia. Després que l'estat fos admès a l'ONU amb el nom de FYROM, altres organitzacions internacionals van adoptar la mateixa convenció. La majoria dels diplomàtics són acreditats en la república usaven la designació FYROM. Així i tot, almenys quaranta estats han reconegut el país pel seu nom constitucional, República de Macedònia.
Durant la Guerra de Kosovo de 1999, la república va cooperar amb l'OTAN. Uns 360.000 refugiats albanesos de Kosovo s'hi van refugiar durant la guerra, la qual cosa amenaçava de trencar l'equilibri entre els grups ètnics macedonis i albanesos al país. Molts van tornar a Kosovo, però les tensions ètniques hi van créixer. El 2015, el percentatge de població albanesa al país era d'un 25% i el país patia una taxa d'atur del 28%.

## Política

### Relacions amb la Unió Europea
L'Agència Europea de Reconstrucció (AER) va ser creada el 1999 amb la finalitat d'establir un marc jurídic unificat per a l'ajuda a la jove república de Macedònia del Nord (aleshores encara anomenant FYROM), i els altres estats dels Balcans. L'AER és un organisme independent de la Unió Europea (UE) que rendeix comptes de la seva gestió al Consell Europeu i al Parlament Europeu i és responsable de la gestió dels principals programes d'assistència de la UE a Macedònia del Nord.
Aquest programa ha de contribuir a un bon govern, la construcció de les institucions i l'estat de dret; fomentar la transició vers una economia de mercat eficaç; desenvolupar la infraestructura i millorar el medi ambient. Dona suport al desenvolupament social i a l'enfortiment de la societat civil. La UE col·labora en matèria pressupostària, de duana i de planificació fiscal, el suport a programes d'intercanvi educatiu, així com en projectes de col·laboració bilaterals amb altres estats de la Unió.

### Polèmica amb Grècia
La República de Macedònia del Nord va néixer per la partició de l'antiga Iugoslàvia. Arran de la independència, el 1992 van triar una bandera amb l'estel de Vergina, símbol associat a l'antiga monarquia macedònica. Geogràficament, la república té devers un 38% de la superfície i un 44% de la població de la zona coneguda amb el nom històric de Macedònia, i la resta està dividida entre els seus veïns grecs (aproximadament la meitat del total) i búlgars (una desena part). Aquesta situació produí violentes protestes per part de Grècia, que considera que la Macedònia antiga s'inclou en la seva pròpia història nacional, i a més si es té en compte que la llengua d'Alexandre el Gran era el grec koiné. Per això, s'oposà que la nova república exercís el dret d'utilitzar les seves referències a l'antiguitat i va aconseguir que modifiqués la seva bandera el 1995. De 1993 a 2018 va portar el nom provisional de FYROM (de Former Yugoslav Republic of Macedonia).
Grècia vetà l'entrada de Macedònia a la UE i l'OTAN si no canviava de nom. Al llarg dels anys, s'hi han proposat diferents noms, entre altres:
- Alta República de Macedònia
- República de Skopje
- Nova Macedònia
- Nova Macedonija
- Alta Macedònia
- Macedònia del Nord
- Eslava-Macedònia
- Macedònia (Skopje)
- República de Macedònia (Skopje)
- República de Macedònia-Skopje
- República del Vàrdar
- República Constitucional de Macedònia
- República Democràtica de Macedònia
- República Independent de Macedònia
- Nova República de Macedònia
- República de Nova Macedònia
- República de l'Alta Macedònia
- República de Macedònia del Vàrdar
- República de Macedònia (Vàrdar)
- Gorna Macedonija

El juny de 2018 el govern de la República de l'Antiga República Iugoslava de Macedònia i el govern de la República Hel·lènica van signar l'Acord del Prespa, pel qual el nom oficial esdevé República del Nord de Macedònia en el sentit (prou dissimulat, ja que no és explícit en el document) que "Macedònia" és un terme orientatiu i no denominatiu del territori. Això ha dut a incorreccions arreu del món amb la traducció confonent el nom en anglès, i oficial de l'acord, de North Macedonia amb Northern Macedonia (que és el que hauria d'haver-hi per a ser "Macedònia del Nord"). El primer ministre macedoni va aclarir que l'acord entrarà en vigor si els dos parlaments el ratifiquen i si els ciutadans del país ho aproven en referèndum.

## Geografia

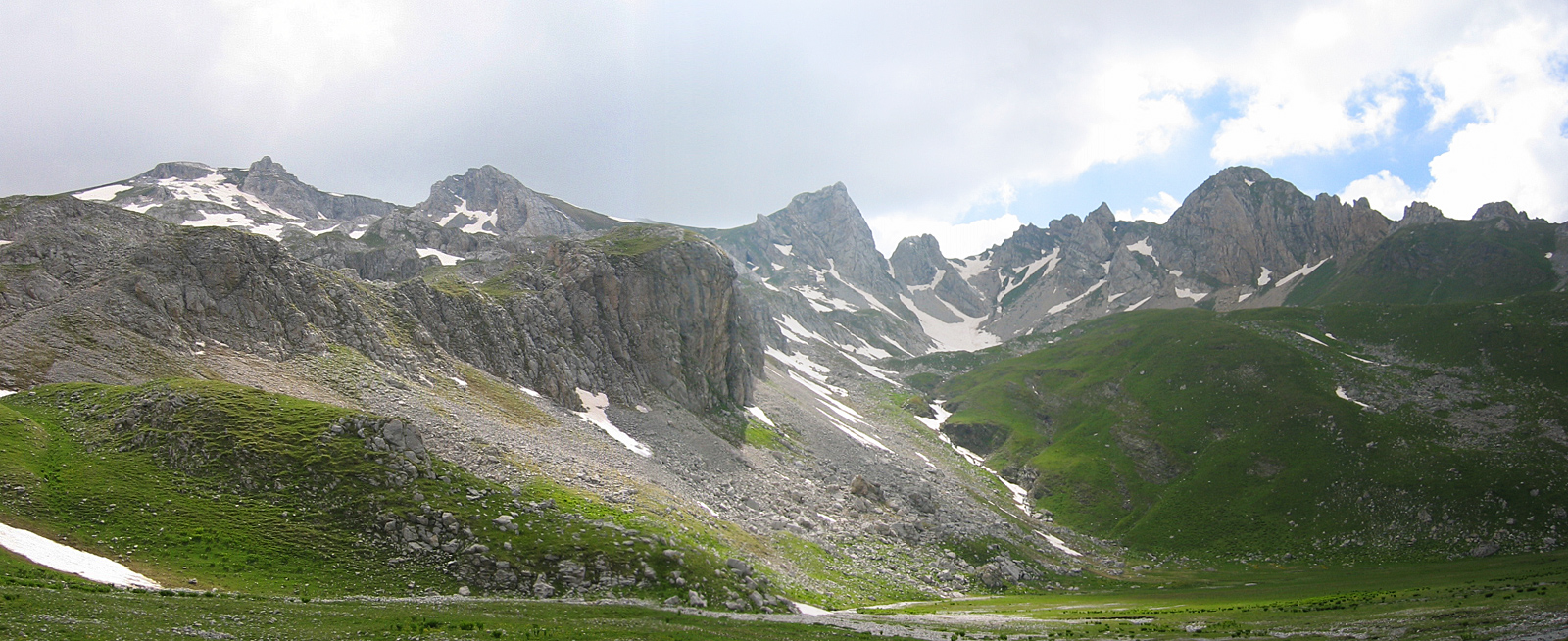
Muntanya Korab

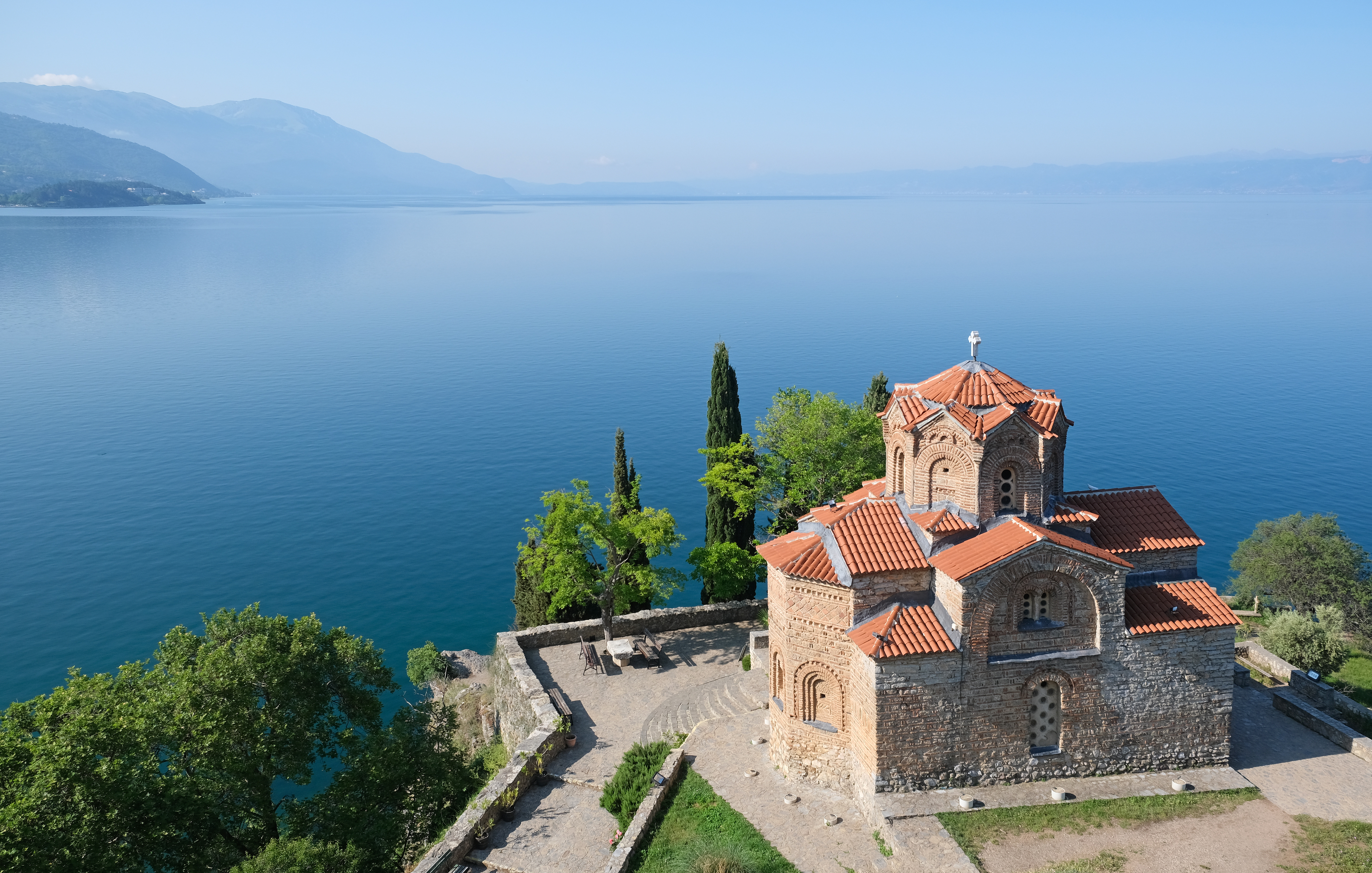
Llac d'Okhrid

El terreny és majoritàriament muntanyós, situat entre les muntanyes Šar i les planures Osogovske al voltant de la vall del riu Vàrdar. Tres grans llacs (el llac d'Ohrid, Prespa i Dòiran) es troben a la frontera meridional de la República, dividits per la frontera amb Albània i Grècia.
La regió és sísmicament activa i ha estat lloc de terratrèmols destructius en el passat, el més recent del 1963, quan Skopje va ser severament danyada.
La ciutat més gran del país és, per molt, Skopje, la capital, amb una població d'uns 600.000 habitants. Després de Skopje, les ciutats més grans són Bítola, Kumànovo, Prílep i Tètovo, amb poblacions que van des dels 50.000 fins als 120.000 habitants.

## Demografia
Els principals grups ètnics segons el cens del 2000 eren: